# Héctor José Cámpora
Héctor José Cámpora (Mercedes, Buenos Aires, Argentina, 26 de març de 1909 - Cuernavaca, Mèxic, 19 de desembre de 1980), anomenat afectuosament El Tío ("L'Oncle"), va ser un polític i odontòleg argentí. Va ser president de la Nació durant 49 dies l'any 1973.